# Brunissende de Foix
Brunissende de Foix (morte en septembre 1324) est la fille de Roger-Bernard III, comte de Foix et de Marguerite, vicomtesse de Béarn. Par mariage, elle devient comtesse de Périgord, son mari étant le comte Hélie VII. Selon plusieurs sources, Brunissende a une grande influence sur la politique de la papauté d'Avignon en raison de sa relation étroite avec le pape Clément V. Cet arrangement lui permet d'assurer une grande carrière cléricale à son fils Hélie, qui deviendra un cardinal influent.

## Biographie

### Famille
La date de naissance de Brunissende est inconnue, le contrat de mariage de ses parents est daté du 14 octobre 1252 et elle-même s'est mariée en 1298. Ses trois sœurs se sont également mariées dans les années 1290. Étant donné que ses deux parents étaient des enfants d'environ neuf ans au moment de la signature du contrat, il est fort probable que Brunissende soit née plus d'une décennie plus tard. La vicomtesse Marguerite de Béarn est un exemple typique d'une femme médiévale fiancée à un jeune âge et il ne fait aucun doute que Brunissende et ses sœurs le sont aussi. C'était certainement une tendance courante à Toulouse et dans d'autres régions du sud de la France pour une mariée d'être entre la fin de l'adolescence et le début de la vingtaine au moment de la cérémonie. Dans ce contexte, il est probable que Brunissende soit née au plus tôt en 1275.
Brunissende vient d'une famille de femmes politiquement influentes, sa mère et sa grand-mère en étant deux bons exemples. La vicomtesse Marguerite a été impliquée dans des litiges de succession avec ses sœurs sur le comté de Bigorre et le Béarn. Le roi Philippe IV de France les a même convoqué à sa cour en 1302 pour une audience sur cette affaire. La situation était héritée de leur mère Mathe de Matha, qui s'était disputée avec sa famille à propos de l'héritage de sa mère Pétronille, comtesse de Bigorre.

### Mariage
Comme mentionné précédemment, le mariage d'Hélie VII de Périgord et Brunissende a lieu en 1298. Pour le marié, il s'agit de son deuxième mariage en raison du décès de sa première épouse, Philippa, vicomtesse de Lomagne, en 1286. La famille de Brunissende lui fournit une dot de 6 000 livres. Le couple a plusieurs enfants, dont Hélie ainsi qu'Archambaud et Roger-Bernard, qui sont tous deux devenu comte de Périgord. Ils ont aussi plusieurs filles dont Erembourg, Rosemburge et Agnès.
Alors qu'Hélie n'a que six ans, à la demande de son père, il reçoit la permission du pape Clément V de recevoir la tonsure cléricale, et ainsi de jouir du droit de détenir des bénéfices ecclésiastiques. Quelques mois plus tard, toujours à la demande de son père, Hélie reçoit l'autorisation de recevoir les fruits de sa prébende en l'église Saint-Caprais du diocèse d'Agen, où il est fait chanoine, pendant trois ans, sans en faire sa résidence. Au cours des années suivantes, d'autres subventions ont rapidement suivi, certaines d'une valeur considérable. Alors qu'il peut sembler sur le papier que le comte Hélie était derrière la bonne fortune de son fils, d'autres l'ont mis sur le compte de Brunissende. Selon Eustance Kitts, elle était devenue l'amante du pape et utilisait cette position pour gagner de l'influence sur lui. Pour citer Kitts : "ceux qui voulaient de riches bénéfices au temps de Clément V déposèrent leurs pétitions sur la blanche poitrine de la belle Brunissende de Foix". Selon Thomas Campbell, ce sont les charmes de Brunissende qui ont retenu le pape en France après son élection, alors qu'il aurait dû s'installer à Rome. Cependant, il est plus probable que la papauté d'Avignon soit née des machinations politiques du roi Philippe IV, qui ont abouti à l'élection de Clément en premier lieu. Giovanni Villani a lui-même avoué que les histoires qu'il avait entendues sur la relation entre Brunissende et le pape n'étaient que des ouï-dire.
Norman Zacour est certain que les deux s'étaient rencontrés alors que le Pape visitait Périgueux et il rappelle que la famille de Périgord était une proche alliée du roi de France, envers lequel le Pape était redevable. Ce qui ressort clairement, c'est que le cardinal Hélie a bénéficié des liens politiques étroits que ses parents et le pape partageaient avec le roi de France.

### Veuvage et mort
En 1311, Brunissende devient veuve. En raison de la minorité de son fils Archambaud, elle assume la régence du comté du Périgord. Pendant cette période, ses liens avec la papauté d'Avignon se renforcent et les faveurs à Hélie ne se s'arrêtent pas. Le 23 janvier 1314, il est fait chanoine de l'église de Cahors, sous réserve d'un prébende. Cela implique certainement une forme de communication entre le Pape et Brunissende, et Norman Zacour affirme que la faveur est le résultat de la demande de Brunissende, et comme elle était régente à l'époque, il semble logique qu'elle vienne en effet d'elle.
De plus, les mariages de ses filles s'avèrent avantageux pour sa famille. Erembourg devient en effet la seconde épouse de Pierre II de Grailly. En 1319, Rosemburge est mariée à Jacques de Lavie, petit-neveu du successeur de Clément, le pape Jean XXII. Ce lien matrimonial avec la papauté rend la famille de Périgord plus intéressante et attractive pour les puissances européennes. En 1321, le roi Robert Ier de Naples souhaite développer des liens plus étroits avec Avignon en raison de ses ambitions dans le nord de l'Italie. Afin de s'assurer le soutien papal, une alliance conjugale est nécessaire. Le Pape étant désormais lié aux Périgord par le mariage, une autre des filles de Brunissende serait l'incarnation idéale d'une alliance entre la Papauté et Naples. Par conséquent, Agnès est mariée au frère de Robert, Jean, duc de Durazzo.
Brunissende est probablement morte à Montagnac-d'Auberoche, où son dernier testament est rédigé le dimanche 30 septembre 1324.
Ses funérailles ont vu l'un des nombreux épisodes dramatiques de la longue et futile lutte des comtes de Périgord avec les habitants indépendants de Périgueux. Son corps fut amené à Périgueux pour être enterré au couvent des Cordeliers, il était accompagné de ses trois fils, de ses filles et d'une foule de nobles dames, barons et chevaliers, tous logés au couvent franciscain. Plus tard, Archambaud affirma que les consuls de la ville de Puy-Saint-Front, suivis d'une foule de bourgeois, avaient planifié une attaque contre lui et sa compagnie ; ils firent sonner le cor qui convoquait habituellement les gens de la ville à la réunion, et se rendirent au couvent franciscain en pleine nuit avec l'intention de tuer le comte et toute sa suite. Dans la bataille qui suivit, six des archers du comte furent tués. Archambaud porta plainte au Parlement de Paris contre les consuls de la ville, exigeant qu'on lui donne en dédommagement l'autorité absolue sur la ville que ses prédécesseurs avaient perdue bien des années auparavant.
Les consuls, cependant, en réponse à sa charge, affirmèrent que le comte, sous prétexte du grand nombre de personnes qui étaient venues à Périgueux pour les funérailles, a exigé que la municipalité fasse faire une patrouille autour de la ville, ce qui fut accordé. Mais lorsqu'une patrouille sortit au-delà des murs de la ville, certains des hommes du comte se mirent à insulter les bourgeois, «les traitant de voyous et se moquant d'eux par d'autres moyens», puis ils sortirent du couvent avec leurs armes et tombèrent sur la patrouille au moment où elle rentrait dans la ville, blessant grièvement deux des citadins. Les consuls déclarèrent sans hésiter que le comte, «qui haïssait la ville et les citadins avec une grande haine», était au courant de toute l'affaire. Le Parlement n'a pas pris de décision, mais a condamné de manière significative Archambaud à rembourser les dommages .